# Svizzera ai IV Giochi olimpici invernali
La Svizzera partecipò ai IV Giochi olimpici invernali, svoltisi a Garmisch-Partenkirchen, Germania, dal 6 al 16 febbraio 1936, con una delegazione di 34 atleti impegnati in sette discipline.

## Medagliere

### Per discipline
| Sport  | Oro | Argento | Bronzo | Totale |
| ------ | --- | ------- | ------ | ------ |
| Bob    | 1   | 2       | 0      | 3      |
| Totale | 1   | 2       | 0      | 3      |

### Medaglie
| Medaglia | Atleta                                                      | Sport | Evento                 |
| -------- | ----------------------------------------------------------- | ----- | ---------------------- |
| Oro      | Pierre Musy Arnold Gartmann Charles Bouvier Joseph Beerli   | Bob   | Bob a quattro maschile |
| Argento  | Fritz Feierabend Joseph Beerli                              | Bob   | Bob a due maschile     |
| Argento  | Reto Capadrutt Hans Aichele Fritz Feierabend Hans Bütikofer | Bob   | Bob a quattro maschile |